# (21088) Tcheliabinsk
(21088) Tcheliabinsk (désignation internationale (21088) Chelyabinsk) est un astéroïde Amor découvert le 30 janvier 1992 par Eric Walter Elst à l'observatoire de La Silla.